# Щелевой барабан (Вануату)
В Вануату щелевые барабаны традиционно используются для музыкального сопровождения церемоний и танцев, а также в целях передачи сообщений на дальние расстояния. Высота вануатских барабанов зачастую может достигать нескольких метров ― таковы, например, барабаны с островов Амбрим и Малекула, увенчанные одной или несколькими резными головами и являющиеся своего рода «визитной карточкой» этого региона. Щелевой барабан Вануату изображён на оборотной стороне банкноты номиналом в 500 вату.

## История
Поскольку народы Вануату не имели письменности до прихода европейцев, о древней истории этих барабанов ничего не известно, однако их существование было задокументировано ещё в 1774 году мореплавателем Джеймсом Куком. Фотографии, сделанные в Вануату в середине XIX века, позволяют проследить эволюцию щелевых барабанов, однако уже в то время их количество значительно сократилось в связи с прибытием христианских миссионеров, осуждавших местные анимистические культы.
Щелевой барабан из деревни Фанла, расположенной на острове Амбрим, в настоящее время является частью экспозиции Метрополитен-музея в Нью-Йорке.

## Описание
Барабаны «атингтинг-кон» с острова Амбрим и «намбве» с острова Малекула украшаются скульптурной резьбой в виде антропоморфной головы с дискообразными глазами, символизирующей дух предков. Причёска обычно оформляется в виде геометрического орнамента, переходящего на уровне плеч в две спирали, напоминающие бивни. Для изготовления барабанов чаще всего используется древесина хлебного дерева (однако в некоторых случаях может применяться древесина вида Intsia bijuga).

## Галерея
- Барабан с острова Амбрим в Королевском ботаническом саду в Сиднее
- Барабан с изображением нескольких лиц
- Барабан из деревни Фанла в Метрополитен-музее